# Жуковське (Україна)
Жуко́вське (до 1965 року — Чубарівка, 1965-2016 — Петрівське) — село в Україні, у Петровірівській сільській громаді, Березівського району, Одеської області. Населення становить 8 осіб.

## Населення
Згідно з переписом УРСР 1989 року в селі було відсутнє наявне населення.
За переписом населення України 2001 року в селі мешкало 8 осіб. 100 % населення вказало своєю рідною мовою українську мову.